# Saint-Aubin (Aisne)
Saint-Auban ist eine französische Gemeinde mit 279 Einwohnern (Stand: 1. Januar 2022) im Département Aisne in der Region Hauts-de-France (vor 2016: Picardie). Sie gehört zum Arrondissement Laon, zum Kanton Vic-sur-Aisne und zum Gemeindeverband Picardie des Châteaux.

## Geografie
Saint-Auban liegt zehn Kilometer südlich von Chauny in einem Seitental der Ailette. Nachbargemeinden von Saint-Aubin sind Saint-Paul-aux-Bois im Norden, Trosly-Loire im Nordosten, Selens im Südosten, Vassens im Südwesten sowie Blérancourt im Westen.

## Geschichte
Im Jahr 1235 erteilte Enguerrand III. de Coucy den Einwohnern von Saint-Aubin eine Befugnis, sich am Ort niederzulassen. Enguerrand III. wird auch der Bau einer 1232 errichteten Burg westlich des Dorfes zugeschrieben. Diese wurde während des Ersten Weltkriegs stark beschädigt. Heute sind nur noch wenige Überreste einer zweigeschossigen Kapelle erhalten.
Zur Zeit der Französischen Revolution führte der Ort den Namen Franc-Cœur-la-Carrière.

### Bevölkerungsentwicklung
| Jahr                       | 1962 | 1968 | 1975 | 1982 | 1990 | 1999 | 2006 | 2015 | 2022 |
| Einwohner                  | 310  | 270  | 248  | 251  | 239  | 273  | 315  | 302  | 279  |
| Quellen: Cassini und INSEE |      |      |      |      |      |      |      |      |      |

## Sehenswürdigkeiten
- Kirche Saint-Aubin